# Lioglyphostoma
Lioglyphostoma is een geslacht van weekdieren uit de klasse van de Gastropoda (slakken).

## Soorten
- Lioglyphostoma acrocarinatum (Dall, 1927)
- Lioglyphostoma adematum Woodring, 1928
- Lioglyphostoma aguadillanum (Dall & Simpson, 1901)
- Lioglyphostoma antillarum (d'Orbigny, 1842)
- Lioglyphostoma ericea (Hinds, 1843)
- Lioglyphostoma hendersoni (Bartsch, 1934)
- Lioglyphostoma jousseaumei (Dautzenberg, 1900)
- Lioglyphostoma oenoa (Bartsch, 1934)
- Lioglyphostoma rectilabrum McLean & Poorman, 1971
- Lioglyphostoma woodringi Fargo, 1953